# مصحف قطر
مصحف قطر هو مصحف طُبع على نفقة دولة قطر، بإشراف وزارة الأوقاف والشؤون الإسلامية، بخطِّ الخطَّاط السوري العالمي عُبَيدة البَنْكي. صدرت منه ستُّ طبَعات بلغت ملايين النسخ، أوَّلها عام 2009.

## مسابقة المصحف
أقامت وِزارة الأوقاف والشؤون الإسلامية القطرية عام 2001 مسابقة دَولية كبيرة لكتابة المصحف الشريف بخطِّ النسخ، تُعَدُّ أضخمَ مسابقة في تاريخ الخطِّ العربي. تقدَّم للمنافسة فيها 120 خطَّاطًا من بلدان العالم الإسلامي، وأُنشئت لجان تحكيم فنية من كبار الخطَّاطين وخبراء الخطِّ الحاذقين، وشهدت المسابقة تنافسًا قويًّا بين المشاركين المُبدعين، وكان منهم الخطَّاط السوري عُبيدة البَنْكي الذي اشترك في المسابقة طمعًا بشرف كتابة المصحف الكريم.
أُجريت تصفية أولى للمتسابقين بعد أن خطَّ كلٌّ منهم خمسَ صفَحات من المصحف، فاز فيها سبعة خطَّاطين، كان عبيدة أحدَهم. ثم أُجريت تصفية ثانية بكتابة جزأين من المصحف (الجزءِ الثاني، والجزءِ الثامن والعشرين) فاز فيها اثنان، هما الخطَّاط عبيدة البنكي من سورية والخطَّاط صباح الأربيلي من العراق. ثم كتب كلٌّ منهما مصحفًا تامًّا، وفي التصفية الأخيرة والترجيح النهائي بين العملين أُعلنَ فوز البنكي بالجائزة الكبرى في يناير (كانون الثاني) 2007، وبشرف كتابة "مصحف قطر".

## كتابة المصحف
استغرقت كتابة المصحف بخطِّ عبيدة البنكي نحو ثلاث سنوات ونصف السنة من العمل الدؤوب، عاكفًا على الكتابة لا يقوم عنها إلا لأداء الصَّلوات. وكان يدرُس الصفحة التي سيكتبها من المصحف أوَّلًا، ثم يكتبها بالقلم العادي مُسَوَّدة، ثم يخطُّها بريشته بصورتها النهائية. ثم تبدأ مرحلة تصحيح الحروف وتنظيفها، ووضع علامات الضبط (التشكيل) على الحروف، واصطلاحات الوقف والابتداء، وتستغرق الصفحة الواحدة قرابة ثماني ساعات من العمل الجادِّ المتصل.
ثم سافر إلى مصر وتابع مراجعة المصحف من قِبَل لجنة علمية في الأزهر الشريف برئاسة الشيخ الدكتور أحمد عيسى المَعْصَراوي، راجعَتْه ثلاث مرَّات، وأبدت إعجابها الشديد بخطِّ المصحف ووصفته بأنه تُحفة فنية نادرة. ثم سافر إلى إستانبول وتابع أمر طباعة المصحف هناك، حتى صدر بحُلَّته البهية بخمسة مقاسات. وصار مصحف قطر نموذجًا للمصحف المتقن اقتدت به عددٌ من الدول في كتابة المصاحف.

## طبعات المصحف
صدرت طبعته الأولى عام 2009، والثانية عام 2011، والثالثة عام 2015، والرابعة عام 2018، والخامسة عام 2022، والسادسة عام 2024، بقياسات شتَّى، وطُبع منه ملايين النسخ، فلا تقلُّ كل طبعة عن زُهاء 700 ألف نسخة. ويجري الآن الإعداد لطبعة سابعة ستكون بقياس خاصٍّ ولون خاصٍّ.

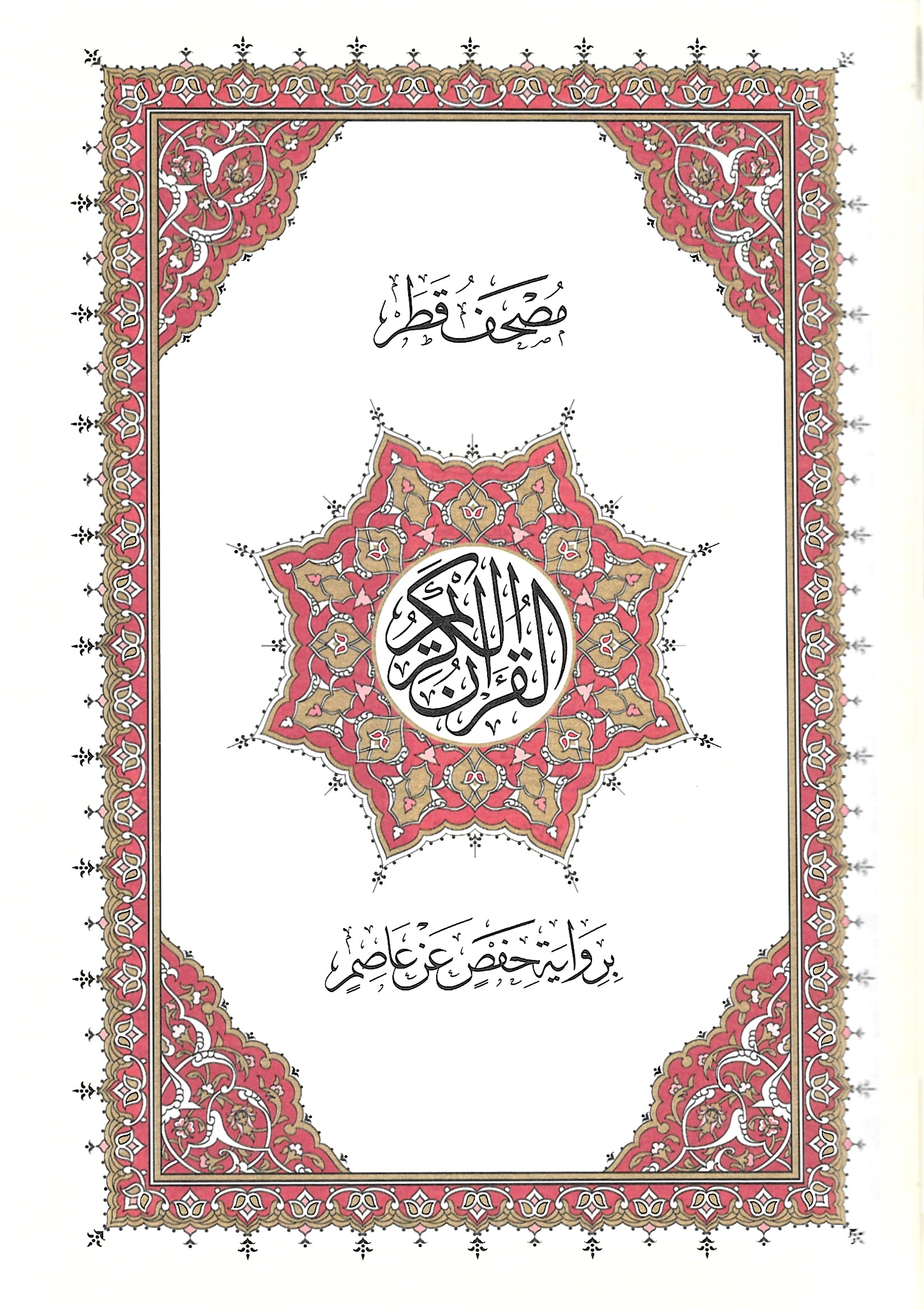
الغلاف الداخلي لمصحف قطر
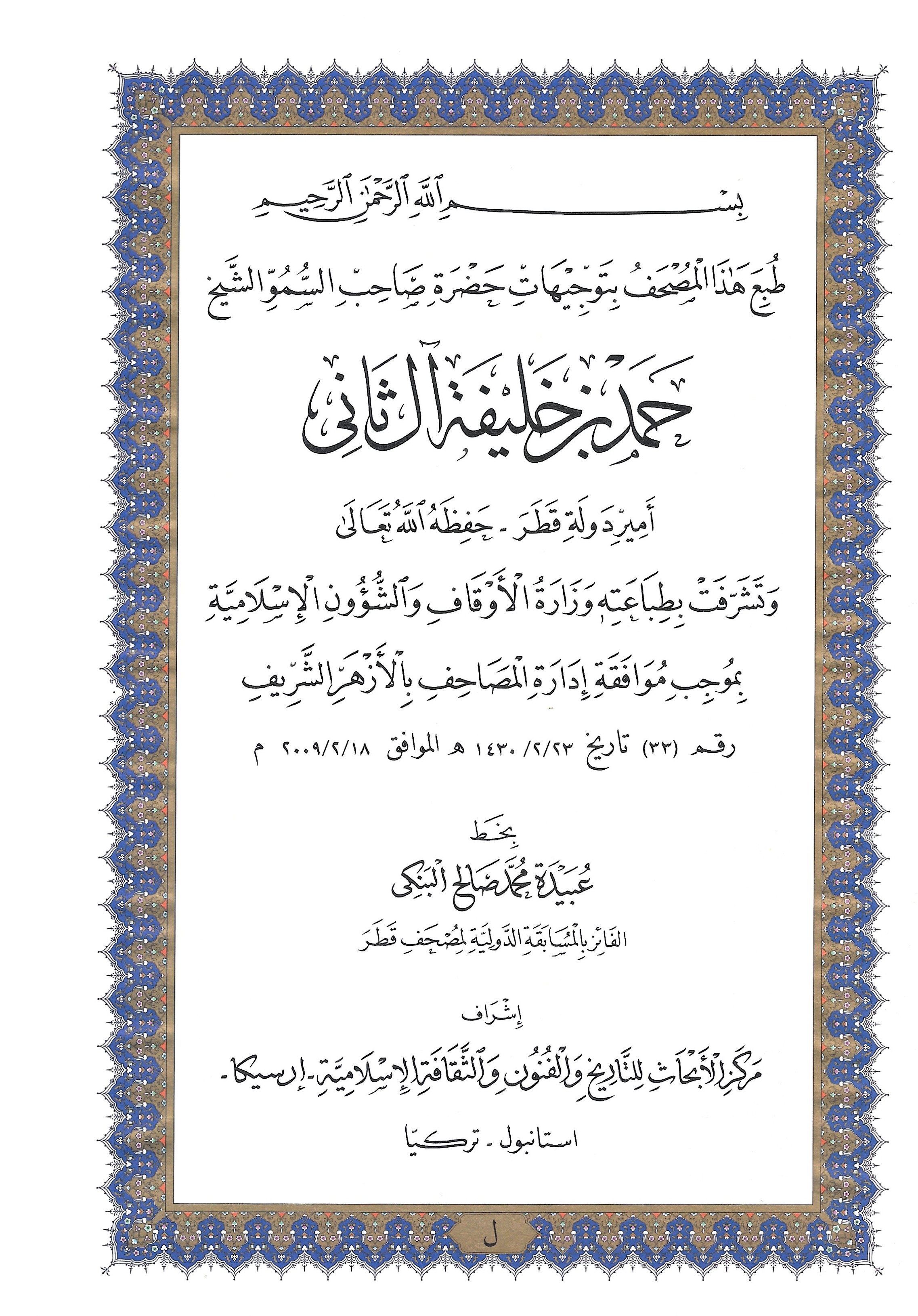
ختام مصحف قطر
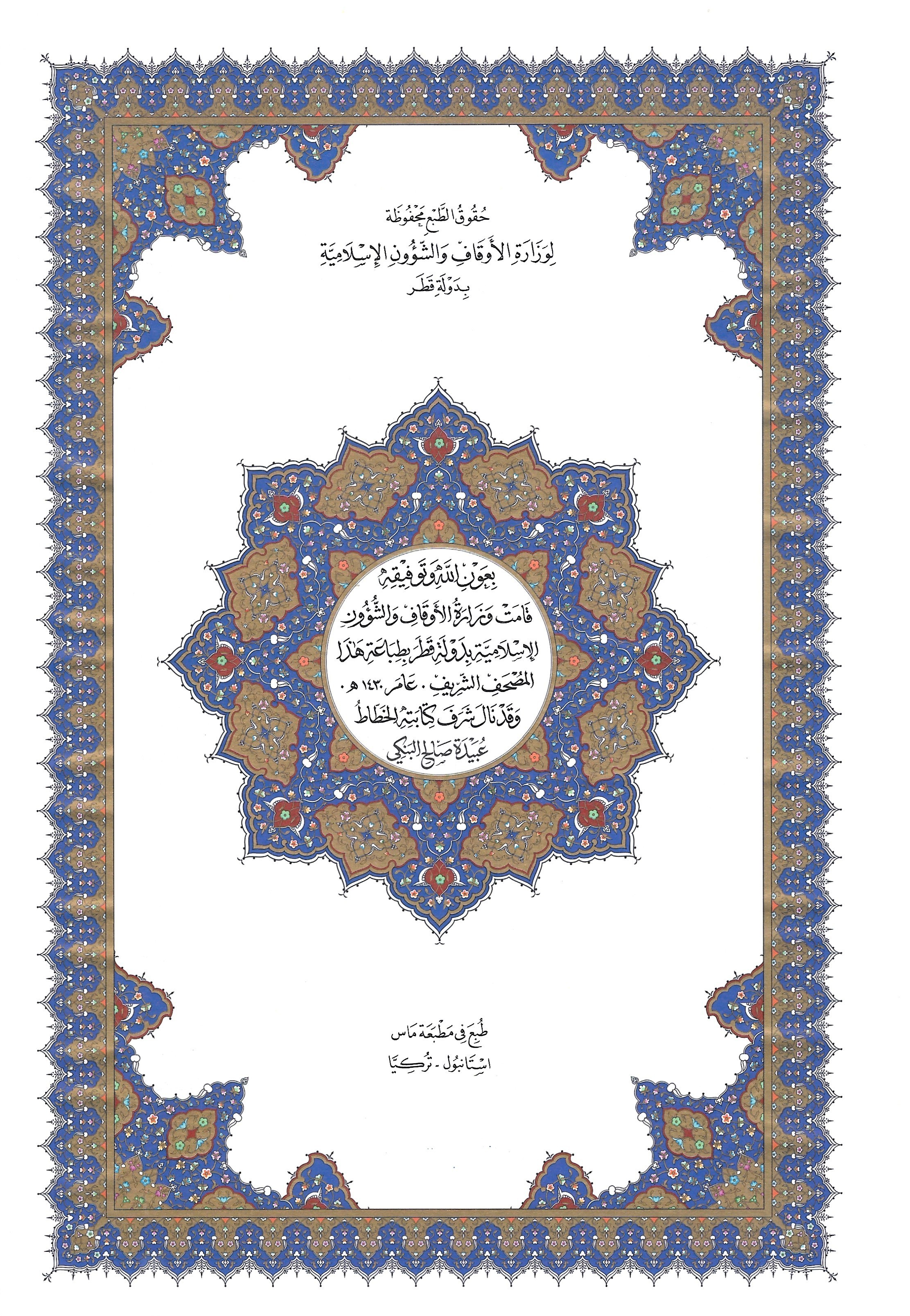
الصفحة الأخيرة من مصحف قطر
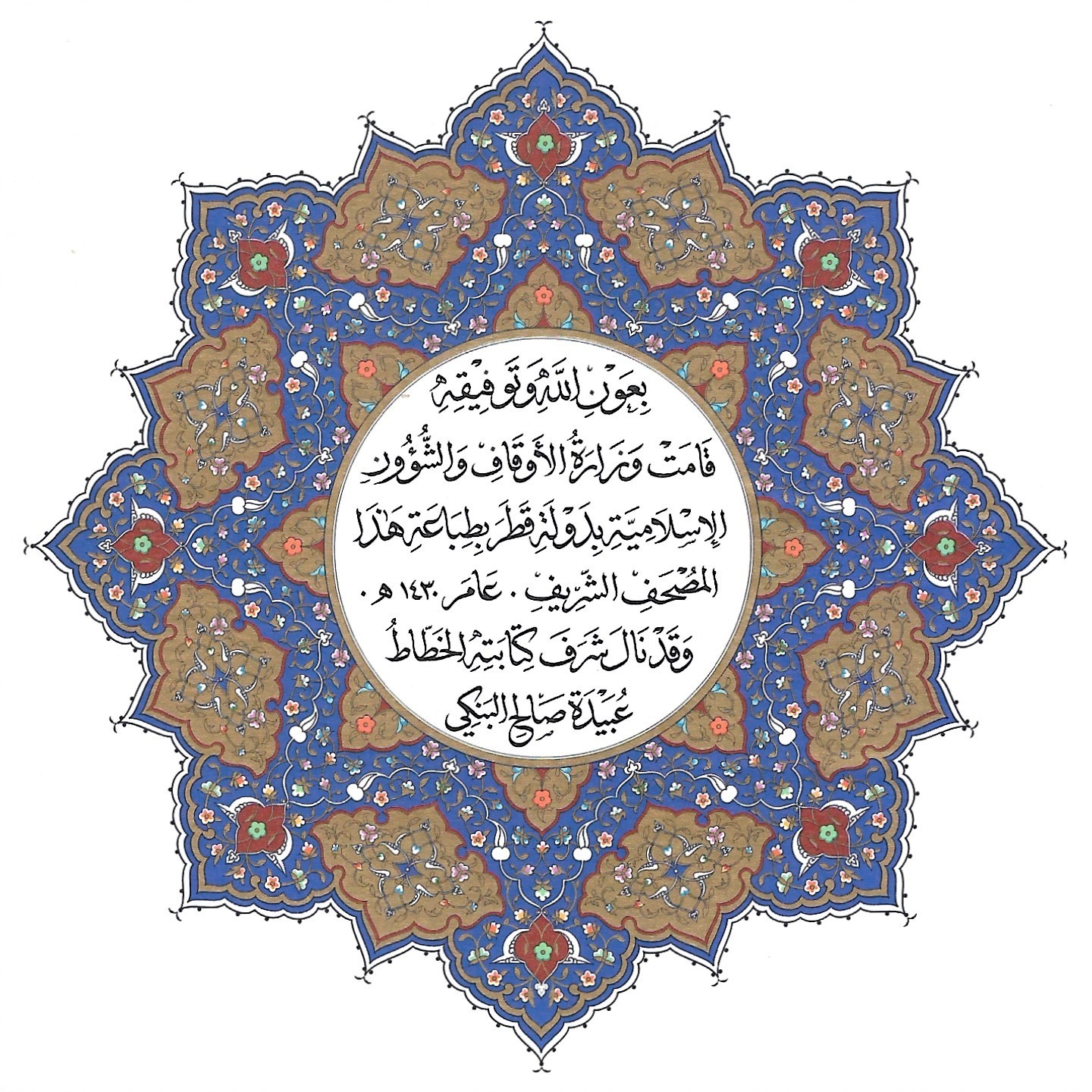
بصمة مصحف قطر

## نموذج من المصحف

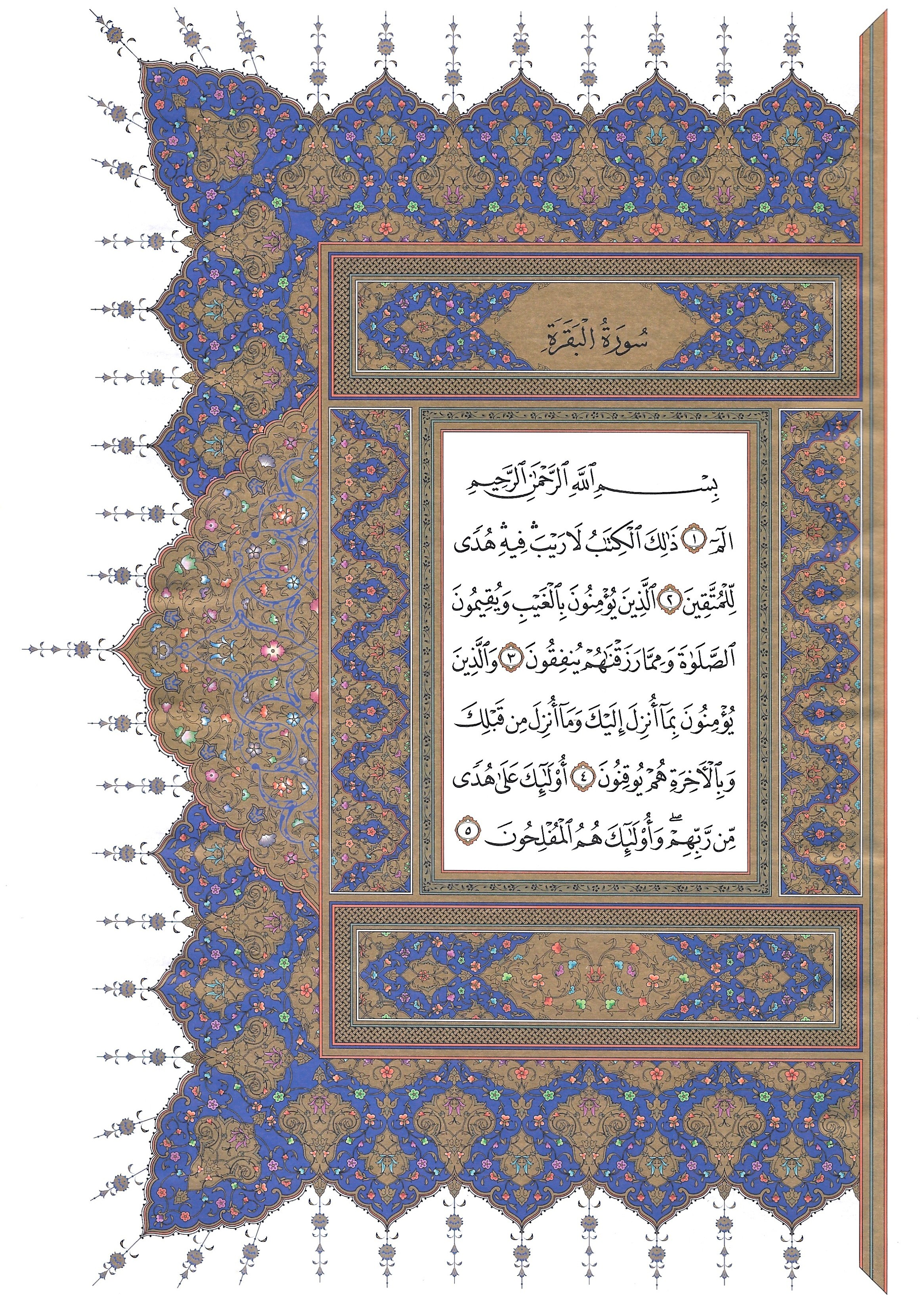
أول سورة البقرة من مصحف قطر
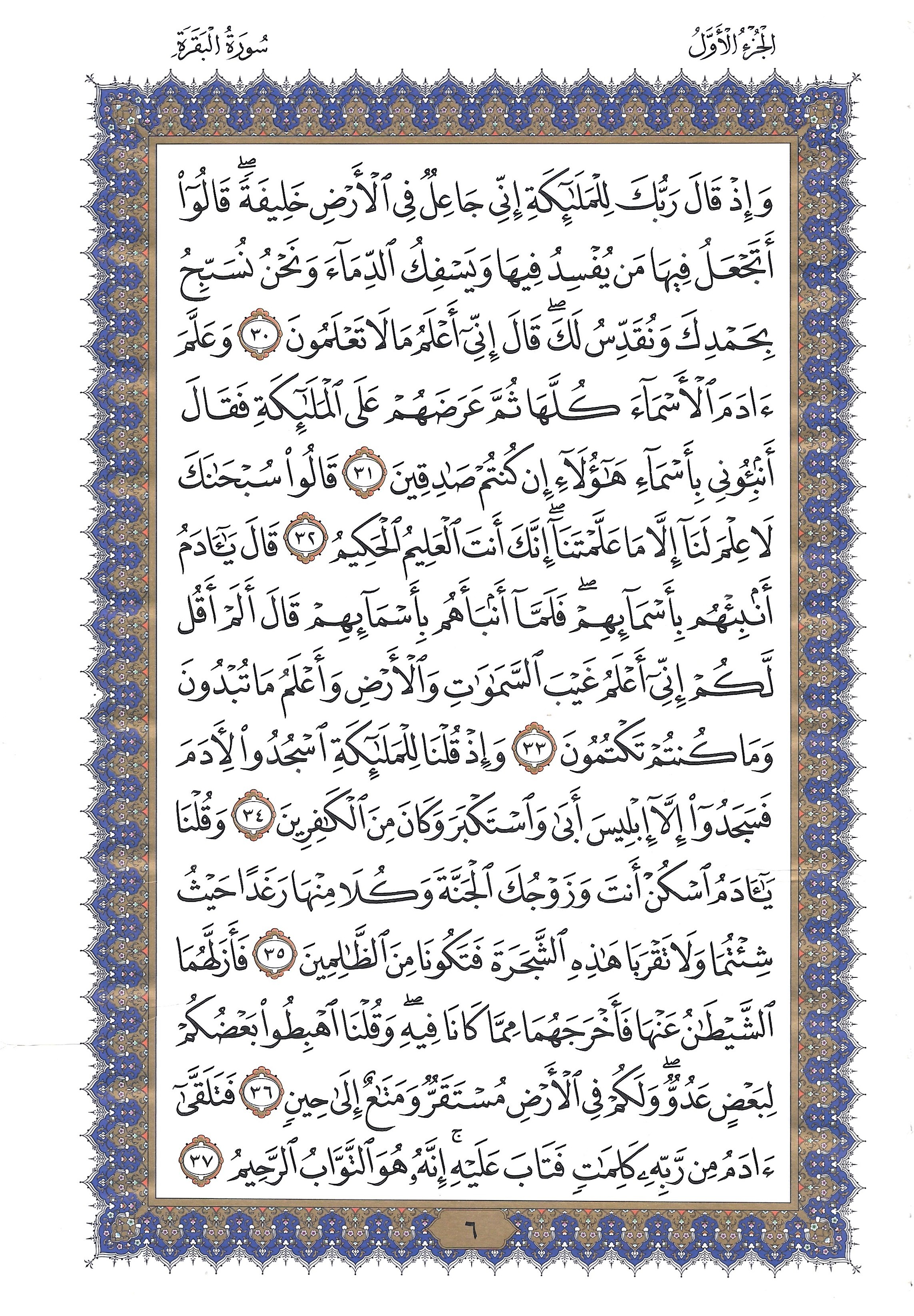
من سورة البقرة من مصحف قطر